# エイ・アイ・エス
株式会社エイ・アイ・エス（英: AIS CO., LTD.、略称：AIS）は、東京都千代田区に本社を置く日本のソフトウェア開発企業である。主に海運業に特化したERP製品と、クラウド型販売管理・勤怠管理を開発・販売している。
AISは「Accounting Information System」の略である。

## 主要製品

### 海運業向けERP製品 TRANS-Series
- TRANS-Account　：　海運業向け会計システム
- TRANS-Owner　  ：　船主向け決算予測システム
- TRANS-Operator  ：　外航オペレーター（船舶運航会社）向け運航管理システム
- TRANS-Liner        :    定期船 B/L運賃管理システム
- TRANS-Naiko       :    内航オペレーター（船舶運航会社）向け業務システム

### ちゃっかりシリーズ
- ちゃっかり勤太くん　：　クラウド型 勤怠管理システム
- ちゃっかりストア　：　クラウド型 小売業向け販売管理システム
- ちゃっかりS@KE兵衛　：　クラウド型 酒販業向け販売管理システム

## 沿革
- 1983年09月 - 株式会社デジタルネットとして東京都中野区に資本金100万円で設立
- 1984年10月 - 資本金400万円に増資。本社を千代田区に移転
- 1987年04月 - 資本金1200万円に増資
- 1989年04月 - 資本金2000万円に増資
- 1993年07月 - 神戸営業所を開設
- 1995年05月 - エイ・アイ・エスに社名変更
- 1999年12月 - 大阪営業所を開設
- 2000年03月 - 東京営業所を開設
- 2001年05月 - 本社及び東京営業所を東京都文京区に移転し、統一
- 2003年06月 - 大阪営業所を神戸営業所に統合
- 2004年04月 - 山形開発センターを開設
- 2005年06月 - AIS（大連）統合業務管理軟件有限公司を設立
- 2005年11月 - プライバシーマークを取得
- 2006年12月 - ソウル事務所を設立
- 2008年01月 - ちゃっかりシリーズが総務省後援「ASPICアワード2007/2008」の「ベストブレイク賞」受賞[2]
- 2008年04月 - 資本金7000万円に増資
- 2009年01月 - ちゃっかり勤太くん他2サービスが、総務省外郭団体であるASPICより「ASP・SaaS安全・信頼性情報開示認定制度」を取得
- 2009年02月 - ちゃっかりシリーズが総務省後援「ASPICアワード2009」にて「ベスト連携賞」受賞[3]
- 2010年02月 - ちゃっかりシリーズ（ちゃっかり勤太くん他２サービス）が総務省後援「ASPICアワード2010」にて「基幹業務系グランプリ」受賞[4]
- 2011年06月 - ちゃっかりシリーズが「ASPICアワード2011」にて「海外展開賞」受賞[5]
- 2011年07月 - シンガポールに支社「AIS MARITIME SOLUTION SINGAPORE PTE. LTD.」を設立。
- 2012年08月 - 東京本社を千代田区神田駿河台に移転
- 2015年08月 - 東京本社を千代田区岩本町に移転
- 2018年10月 - 神戸営業所を神戸市中央区雲井通に移転
- 2018年11月 - TRANSシリーズ（海運業の統合業務システム（ERP）事業）が東京都経営革新計画において「奨励賞」を受賞[6]
- 2020年03月 - 東京本社を千代田区神田須田町に移転
- 2020年08月 - 静岡営業所を設立

## 事業所
- 本社 - 東京都千代田区神田須田町1-3-9 PMO神田万世橋 9F
- 神戸営業所 - 兵庫県神戸市中央区雲井通4-1-2 三宮東ビル3F
- 静岡営業所 - 静岡県静岡市葵区追手町3-11しずおか焼津信用金庫追手町ビル4F
- シンガポール支社 -  143, Cecil Street, #03-01, GB Building, Singapore 069542